# Myoxanthus neillii
Myoxanthus neillii är en orkidéart som beskrevs av Carlyle August Luer och Dodson. Myoxanthus neillii ingår i släktet Myoxanthus och familjen orkidéer. Inga underarter finns listade i Catalogue of Life.